# 山内功一郎
山内 功一郎（やまうち こういちろう、1969年 - ）は、日本のアメリカ文学者。専門は現代アメリカ合衆国の詩。早稲田大学文学学術院文学部教授。鮎川信夫賞受賞。

## 人物・経歴
1992年獨協大学外国語学部英語学科卒業。1994年明治学院大学大学院文学研究科博士前期課程英文学専攻修了、修士（英文学）。1998年明治学院大学大学院文学研究科博士後期課程英文学専攻単位取得退学。1999年静岡大学人文学部専任講師。2002年静岡大学人文学部助教授。2005年カリフォルニア大学バークレー校客員研究員。2007年静岡大学人文社会科学部准教授、日本エズラ・パウンド協会理事。2016年静岡大学人文社会科学部教授。同年『マイケル・パーマー―オルタナティヴなヴィジョンを求めて』で鮎川信夫賞受賞。2020年早稲田大学文学学術院文学部教授。2021年日本英文学会編集委員。

## 著書
- 『マイケル・パーマー : オルタナティヴなヴィジョンを求めて』思潮社 2015年
- 『沈黙と沈黙のあいだ : ジェス、パーマーとペトリンの世界へ』思潮社 2017年

## 翻訳
- 『粒子の薔薇 : マイケル・パーマー詩集』思潮社 2004年